# Бирганим Айтімова
Бирганим Саріївна Айтімова (26 лютого 1953, Бакаушино, Зеленівський район, Західноказахстанська область) — казахстанська дипломатка. депутат Сенату Парламенту Республіки Казахстан (2013—2019). Постійний представник Казахстану при Організації Об'єднаних Націй (2007—2013). Міністр освіти і науки Республіки Казахстан (2004—2007)

## Біографія
Народилася 26 лютого 1953 року у Західно-Казахстанській області. Закінчила Уральський педагогічний інститут імені О. С. Пушкіна за спеціальністю вчитель англійської мови, юридичний факультет Казахського національного державного університету ім. Аль-Фарабі.
У 1974—1976 рр. — працювала викладачем у середній школі в Уральській області.
У 1976—1979 рр. — секретар комітету комсомолу радгоспу, завідувачка сектору, завідувачка відділу Уральського обкому ЛКСМ Казахстану.
У 1979—1981 рр. — обрана першим секретарем Уральського міського комітету ЛКСМ Казахстану.
У 1981—1983 рр. — перший секретар Уральського обкому ЛКСМ Казахстану.
У 1983—1987 рр. — секретар Центрального комітету ЛКСМ Казахстану.
У 1987—1990 рр. — заступник голови правління Казахського відділення Радянського дитячого фонду.
У 1990—1993 рр. — працювала на посаді голови Комітету Верховної Ради Республіки Казахстан у справах молоді.
У 1993—1996 рр. — міністр у справах молоді, туризму та спорту.
У січні-жовтні 1996 — депутат Сенату Парламенту Республіки Казахстан.
З жовтня 1996 — Надзвичайний і Повноважний Посол Казахстану в Ізраїлі, та в Італії.
З 14 травня 2004 року — заступник Прем'єр-міністра Республіки Казахстан.
З 13 грудня 2004 року — міністр освіти і науки Республіки Казахстан.
У 2007—2013 рр. — Постійний представник Казахстану при Організації Об'єднаних Націй, посол Республіки Казахстан на Кубі.
З 26 серпня 2013 року по 12 серпня 2019 рр. — депутат сенату парламенту Казахстану.
З 1 жовтня 2019 року — заступниця голови Ради сенаторів.